# 2000 AA80
2000 AA80  är en trojansk asteroid i Jupiters lagrangepunkt L4. Den upptäcktes 5 januari 2000 av LINEAR i Socorro County, New Mexico.
Asteroiden har en diameter på ungefär 16 kilometer.